# 阿爾馬 (阿肯色州)
阿爾馬（英語：Alma）是一個位於美國阿肯色州克勞福德縣的城市。

## 地理
阿爾馬的座標為35°29′17″N 94°13′15″W / 35.48806°N 94.22083°W，而該地的平均海拔高度為132米（即433英尺）。

## 人口
根據2020年美國人口普查的數據，阿爾馬的面積為15.28平方千米，當中陸地面積為14.84平方千米，而水域面積為0.44平方千米。當地共有人口5825人，而人口密度為每平方千米354人。